# (7268) Chigorin
(7268) Chigorin ist ein Asteroid des inneren Hauptgürtels, der von der ukrainisch-sowjetischen Astronomin Ljudmyla Schurawlowa am 3. Oktober 1972 am Krim-Observatorium in Nautschnyj (IAU-Code 095) entdeckt wurde. Unbestätigte Sichtungen des Asteroiden hatte es schon am 26. November 1962 mit der vorläufigen Bezeichnung 1962 WW am Goethe-Link-Observatorium in Indiana gegeben.
Der italienische Astronom Vincenzo Zappalà definiert in einer Publikation von 1995 (et al.) eine Zugehörigkeit von (7268) Chigorin zur Flora-Familie, einer großen Gruppe von Asteroiden, die nach (8) Flora benannt ist. Asteroiden dieser Familie bewegen sich in einer Bahnresonanz von 4:9 mit dem Planeten Mars um die Sonne. Die Gruppe wird auch Ariadne-Familie genannt, nach dem Asteroiden (43) Ariadne.
(7268) Chigorin wurde am 9. März 2001 nach dem russischen Schachspieler Michail Tschigorin (1850–1908, englische Transkription aus dem Russischen: Mikhail Chigorin) benannt, der einer der führenden Schachmeister seiner Epoche war und maßgeblich zur Ausbreitung des Schachs in Russland beigetragen hat.